# Село Караменды батыра
Караменды батыра (каз. Қарамеңді батыр, до 2018 г. — Семёновка) — село в Целиноградском районе Акмолинской области Казахстана. Входит в состав Жанаесильского сельского округа. Код КАТО — 116659300.

## География
Село расположено на правом берегу реки Ишим, на расстоянии примерно 32 километров (по прямой) к северо-западу от административного центра района — села Акмол, в 3 километрах к северу от административного центра сельского округа — села Жанаесиль.
Абсолютная высота — 327 метров над уровнем моря.
Климат холодно-умеренный, с хорошей влажностью. Среднегодовая температура воздуха отрицательная и составляет около -4,1°С. Среднемесячная температура воздуха в июле достигает +20,5°С. Среднемесячная температура января составляет около -14,6°С. Среднегодовое количество осадков составляет около 390 мм. Основная часть осадков выпадает в период с июня по июль.
Ближайшие населённые пункты: село Жанаесиль — на юге, село Тасты — на западе, село Тонкерис — на востоке.
Близ села проходит автодорога республиканского значения — М-36 «Граница РФ (на Екатеринбург) — Алматы; через Костанай, Нур-Султан, Караганда».

## Население
В 1989 году население села составляло 997 человек (из них русские — 39%).

В 1999 году население села составляло 935 человек (452 мужчины и 483 женщины). По данным переписи 2009 года, в селе проживали 1004 человека (497 мужчин и 507 женщин).
| Численность населения | Численность населения | Численность населения |
| 1989                  | 1999                  | 2009                  |
| --------------------- | --------------------- | --------------------- |
| 997                   | ↘935                  | ↗1004                 |